# Barycheloides rufofemoratus
Barycheloides rufofemoratus – gatunek pająków z infrarzędu ptaszników i rodziny Barychelidae. Występuje endemicznie na Nowej Kaledonii. Zasiedla okresowo zalewane lasy deszczowe na nizinach.

## Taksonomia
Gatunek ten opisany został po raz pierwszy w 1994 roku przez Roberta Ravena. Jako lokalizację typową wskazano Rivière Bleue w Prowincji Południowej Nowej Kaledonii. Epitet gatunkowy oznacza po łacinie „rudoudy”.

## Morfologia
Samice osiągają 19 mm, a samce 15 mm długości ciała. Karapaks ma około 7 mm długości, u samców jest brązowy i złociście owłosiony, u samic zaś jasnobrązowy z ciemniejszym tylnym brzegiem i porośnięty włoskami szarymi. Jamki karapaksu są krótkie i silnie zakrzywione. Szczękoczułki są pomarańczowobrązowe, porośnięte czarnymi szczecinkami. Bruzda szczękoczułka u samca ma 6 dużych i 1 mały ząb na krawędzi przedniej oraz szereg 5 małych ząbków w części środkowej. Bruzda szczękoczułka u samicy ma 7 dużych i 1 mały ząb na krawędzi przedniej, 10 drobnych w części środkowo-nasadowej i szereg 6 małych ząbków w części środkowej. Rastellum wykształcone jest w formie guza o kształcie stożka z zaokrąglonym wierzchołkiem, zaopatrzonego w duże i małe kolce. Szczęki u samca zaopatrzone są w 4, a u samicy w 5 kuspuli. Odnóża samca są żółtobrązowe z ciemnoczekoladowymi udami, pozbawione obrączkowania. U samicy odnóża są jasnobrązowe i pozbawione obrączkowania. Samica ma na nogogłaszczkach i trzech pierwszych parach odnóży silne i liczne ciernie bazyfemoralne. Pierwsza para odnóży samca ma pazurki z dwoma szeregami ząbków. Opistosoma (odwłok) u obu płci jest w całości ciemnobrązowa. Genitalia samicy mają dwie spermateki, każda o formie stożkowatego guza z wypłaszczonym wierzchołkiem i smukłą szypułką. Nogogłaszczki samca mają cymbium wcięte w części tylno-bocznej, gruszkowaty bulbus oraz embolus w części trzonowej z kilkoma listewkami i skrętami, które ku szczytowi przechodzą w jeden przezroczysty kil.

## Ekologia i występowanie
Pająk ten występuje endemicznie w rezerwacie Parc provincial de la Rivière Bleue na terenie gminy Yaté w Prowincji Południowej Nowej Kaledonii. Zasiedla tam okresowo zalewane lasy deszczowe na nizinie.
Ptasznik ten buduje rurkowatą norkę o lekko falistym przebiegu i prawie pionowej orientacji, pozbawioną odgałęzień. U wejścia do norki znajduje się kołnierzowaty oprzęd długości od 1 do 2 cm. Wlot norki zamknięty jest klapkowatym wieczkiem.
Występuje on sympatrycznie z pokrewnym Barycheloides alluviophilus.